# Mikołaj Bazyli Potocki

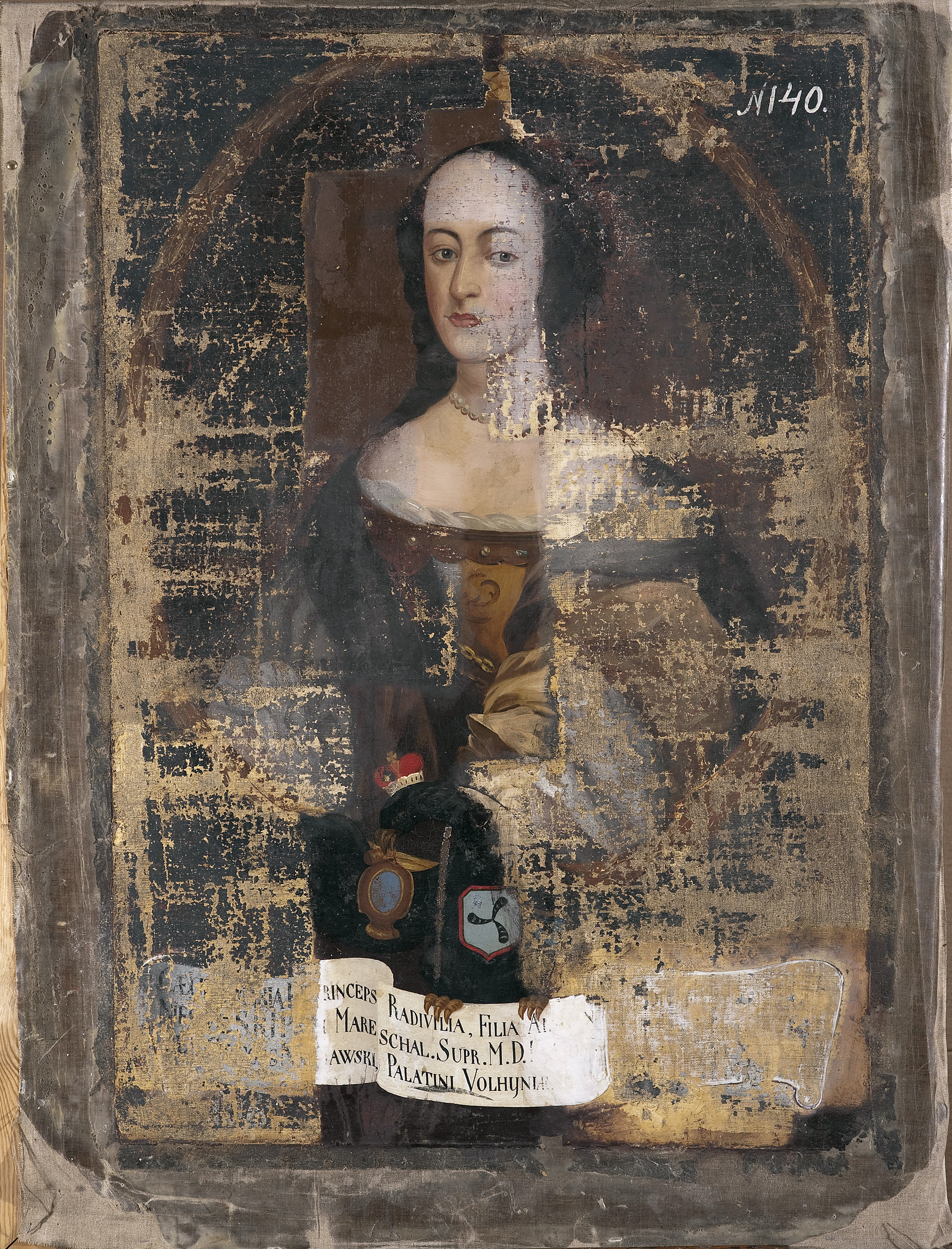
Cecylia Maria Radziwiłłówna, babka

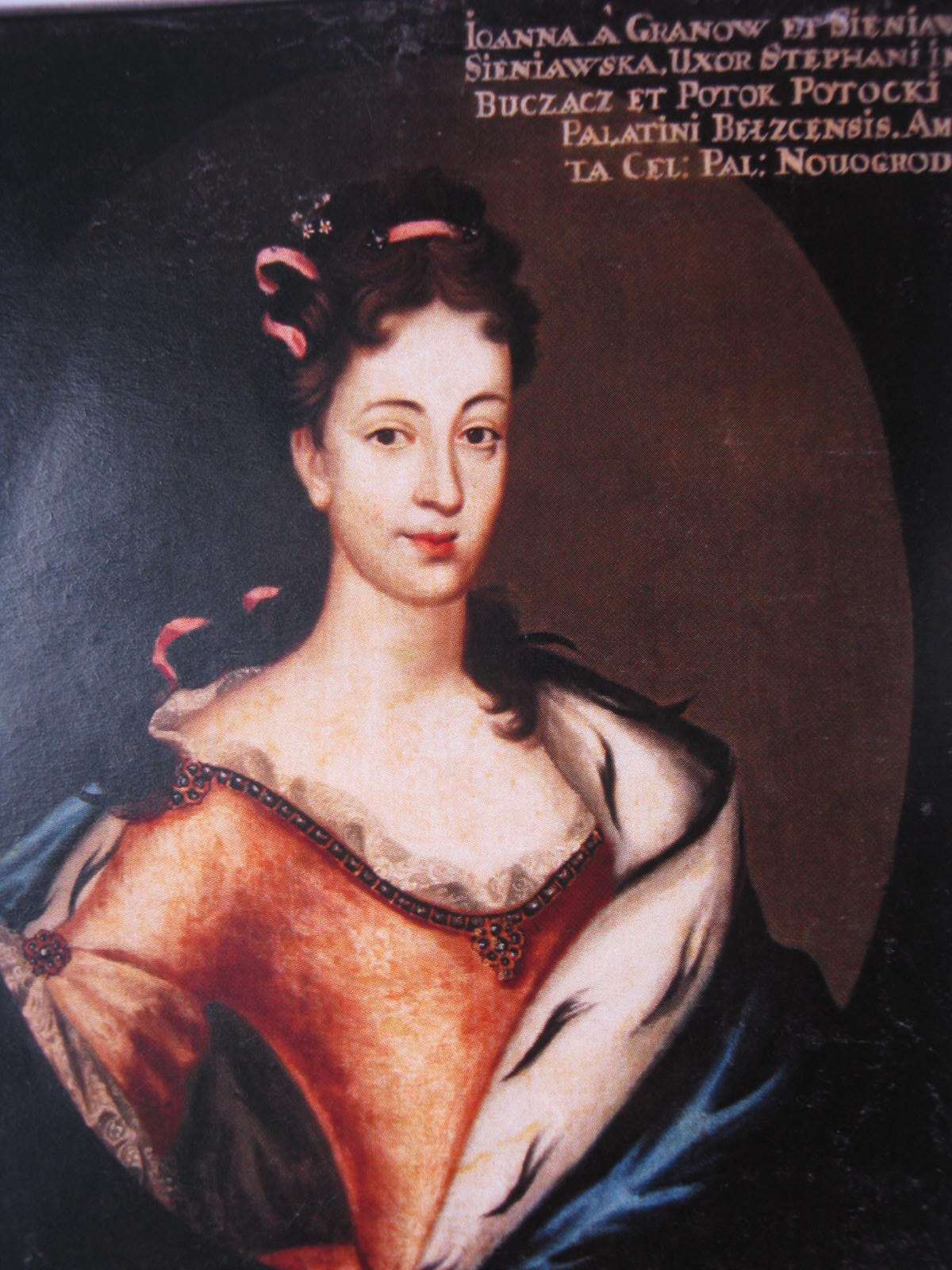
Joanna Potocka (Sieniawska), matka

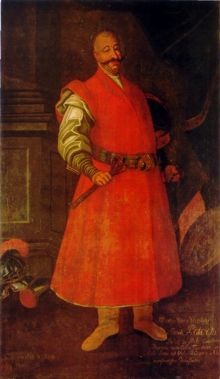
Mikołaj Potocki (obraz z Galerii Lwowskiej)

Mikołaj Bazyli Potocki herbu Pilawa Złota (ur. 1707/1708, zm. 13 kwietnia 1782) – starosta kaniowski, kawaler maltański od 1774 roku, bibliofil i kolekcjoner mecenas sztuki.
Syn Stefana Aleksandra Potockiego, strażnika wielkiego koronnego i wojewody bełskiego oraz Joanny Sieniawskiej, córki Mikołaja Hieronima Sieniawskiego, hetmana polnego koronnego.

## Wywód genealogiczny
| 4. Jan Potocki (zm. 1675)      |  |                              |  |  |                           |
|                                |  | 2. Stefan Aleksander Potocki |  |  |                           |
| 5. Teresa Cetner               |  |                              |  |  |                           |
|                                |  |                              |  |  | 1. Mikołaj Bazyli Potocki |
| 6. Mikołaj Hieronim Sieniawski |  |                              |  |  |                           |
|                                |  | 3. Joanna Sieniawska         |  |  |                           |
| 7. Cecylia Maria z Radziwiłłów |  |                              |  |  |                           |
|                                |  |                              |  |  |                           |

## Życiorys

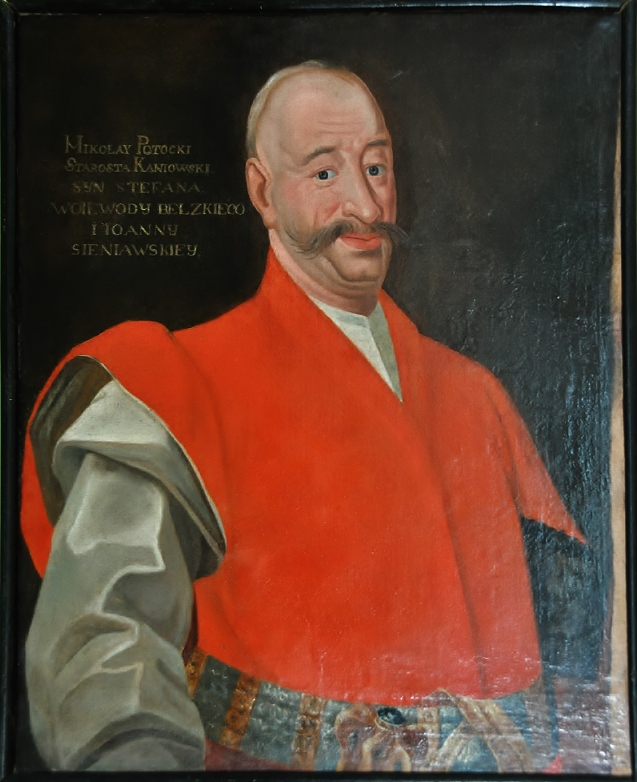
Mikołaj Potocki (obraz z Galerii Lwowskiej)

W dzieciństwie opiekował się nim wuj, hetman Adam Sieniawski. Uczył się w lwowskim kolegium jezuickim.
- 1724 – przebywał w Paryżu
- 1733 – deputat[9] do pacta conventa Stanisława Leszczyńskiego w 1733 roku[10], był posłem ziemi halickiej na sejm elekcyjny[11], głosował na Stanisława Leszczyńskiego, proponował na potrzeby popierającej go armii, nie kwotę pieniężną – jak inni, ale żołnierzy ze swej chorągwi nadwornej[12]. Zebrana w Haliczu szlachta wyrażała wątpliwość, co do zachowania dyscypliny wojskowej przez żołnierzy starosty kaniowskiego.
- 28 marca 1735 – szlachta halicka delegowała go do boku Augusta III, pojawił się w Warszawie.
- 1738 – wraz ze swą kozacką świtą popełnił wiele krwawych burd, gwałtów i wybryków we Lwowie[13]
- 1739 – po przemarszu wojsk rosyjskich przez Podole z przesadą wyliczył swe straty na kwotę 12 mln złp., on sam wraz ze swą kompanią stanowił postrach dla drobnej szlachty, chłopów i Żydów.
- 30 sierpnia 1741 - odbył nabożeństwo w kościele oo. dominikanów w Podkamieniu.[14]
- 1743 – dokonał zapisu na kościół w Horodence
- 17 sierpnia 1744 – został pierwszym posłem halickim na sejm grodzieński. We wrześniu 1745 był w Haliczu marszałkiem sejmiku gospodarczego i został wybrany na komisarza Trybunału Radomskiego na lata 1746 i 1747
- 16 czerwca 1750 uzyskał mandat na sejm warszawski
- 1750 – dzięki jego fundacji powstała figura św. Jana Nepomucena w Buczaczu[15]
- od września 1753 miał swą chorągiew w wojsku koronnym i dalej ze swymi kompanami popełniał gwałty i wybryki.
- 1754 – ufundował w Buczaczu klasztor bazylianów
- przed rokiem 1758 – przeszedł na obrządek unicki
- 1755–1766 – procesował się z komendą garnizonu lwowskiego po kolejnej burdzie pijackiej. Wyrokiem sądu, któremu przewodniczył hetman Jan Klemens Branicki, uznano go winnym i skazano na wysoką grzywnę.
- wrzesień 1756 – został deputatem do Trybunału Głównego Koronnego[16]
- 1757–1760 – pełnił w rodzie Potockich rolę kierownika pruskiej orientacji, w rozmowach z Turkami zanosił skargi na Rosję i przekonywał do zaatakowania jej przez Portę[17]
- 1761 – ufundował nowy kościół w Buczaczu, przeznaczył znaczną sumę na konwikt dominikanów w Podkamieniu
- 1762 – zrażony do polityki odstąpił starostwo kaniowskie kasztelanowi lwowskiemu Józefowi Potockiemu, podpisując się odtąd tytułem wojewodzica bełskiego
- 1768 – w konfederacji barskiej udziału nie brał, choć niekiedy jest mylony ze starostą kaniowskim Ignacym Potockim.
- 1771 – ufundował nowy zespół cerkiewno-klasztorny w wołyńskim Poczajowie (przekazał na ten cel 2,2 mln. złp.)
- 1774 – gdy na sejmie rozbiorowym decydowano sprawę Ordynacji Ostrogskiej Mikołaj Bazyli Potocki zapragnął zostać kawalerem maltańskim i latem 1774 roku nabył tę godność. W życiu publicznym Polski stanisławowskiej nie uczestniczył.
- zmarł 13 września 1782 w Srebrnej pod Poczajowem. Pochowany został w krypcie pod cerkwią poczajowską.[18]

Posiadał majątki ziemskie: Złoty Potok, Horodenka, Gołogóry i Buczacz. Poseł na sejmy, głośny dziwak i awanturnik, gnębiciel słabszych, utrwalił się w tradycji jako sprawca szeregu gwałtów i morderstw. Zamek jego w Buczaczu słynął jako widownia najbardziej wyuzdanych hulanek i rozpusty.
Ufundował cerkwi unickie w Buczaczu, Horodence i Potoku oraz ołtarz św. Tadeusza w buczackim kościele.
W późnym wieku ożenił się z Marianną Dąbrowską, urodziwą córką swego ekonoma. Wkrótce jednak rozwiódł się z nią. Potomstwa nie miał (przynajmniej oficjalnego).

## Legenda

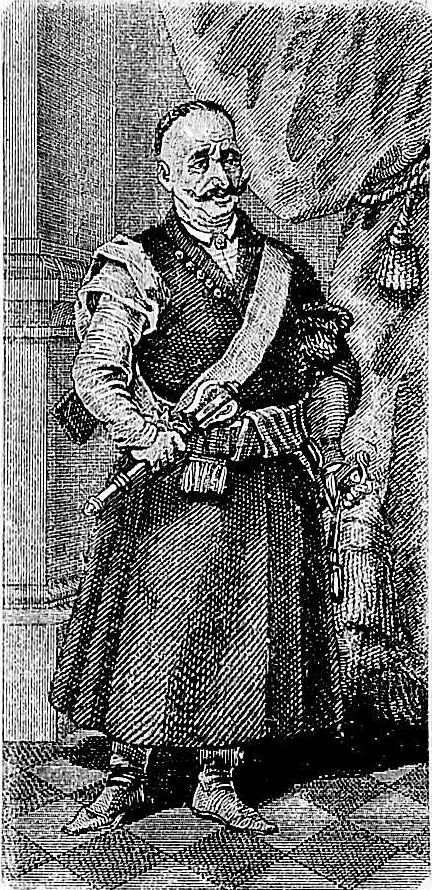
Mikołaj Potocki (cynkotyp według obrazu z kościoła ks. Augustianów we Lwowie)

W monasterze w Poczajowie po dziś dzień zachowała się pewna legenda dotycząca życia znanego awanturnika. W 1759 r. w trakcie podróży urwało się koło w karecie, którą Potocki podróżował. Porywczy szlachcic winą za to obarczył woźnicę. Z wściekłości chciał go zabić, lecz pomimo trzykrotnej próby kule wystrzelone z pistoletu nie uczyniły woźnicy żadnej krzywdy. Na pytanie zszokowanego całym zajściem Potockiego, woźnica odpowiedział, iż w momencie gdy starosta strzelał w jego kierunku, on sam w duchu modlił się do Matki Bożej zwrócony twarzą w kierunku monasteru w Poczajowie na Ukrainie, gdzie znajduje się cudowna Poczajowska Ikona Matki Bożej. Zajście to spowodowało, że Potocki się nawrócił. Sfinansował budowę cerkwi pw. Zaśnięcia Najświętszej Marii Panny, która do dziś pozostaje główną świątynią klasztoru, po czym przeszedł na grekokatolicyzm i wstąpił do monasteru jako skromny zakonnik. Tam też zmarł 26 lat później. Tam też został pochowany.

## Mikołaj Bazyli Potocki w literaturze
Był bohaterem wielu powieści i opowiadań historycznych, powstałych głównie w XIX w.; do niego odnoszą się słowa Pankracego:

Ów, starosta, baby strzelał po drzewach
i Żydów piekł żywcem.

- Julian Ursyn Niemcewicz tak pisał o Potockim Wzrost prawie olbrzymi, twarz rumiana, zawiędła, zawiesisty wąs siwy, sieledziec na głowie zakręcony za ucho.
- Seweryn Goszczyński opisał go w powieści poetyckiej Zamek kaniowski, wyd. w roku 1828.
- Aleksander Groza napisał powieść Starosta kaniowski, wyd. 1836.
- Henryk Rzewuski w gawędzie Pamiątki Soplicy zawarł opowiadanie Zamek kaniowski, wyd. 1839 w Paryżu
- Michał Grabowski poświęcił Potockiemu powieść Pan starosta kaniowski, wyd. 1856
- Józef Ignacy Kraszewski napisał opowiadanie Pan starosta kaniowski, wyd. 1875 (wyd. II, 1925; wyd. 1908 roku)
- Placyd Jankowski napisał opowiadanie Fanaberie pana starosty kaniowskiego, wyd. 1873
- Janka Kupała napisał poemat Bandarouna, wyd. 1913